# Nowa Zelandia na Zimowych Igrzyskach Olimpijskich 1988
Nowozelandzka reprezentacja na Zimowych Igrzyskach Olimpijskich 1988 liczyła dziewięcioro sportowców – dwie kobiety i siedmiu mężczyzn – którzy wystąpili w trzech z dwunastu rozegranych dyscyplin. Chorążym reprezentacji był występujący w narciarstwie alpejskim Simon Wi Rutene.
Trójka narciarzy alpejskich po raz drugi brała udział w zawodach tej rangi, wystąpili bowiem cztery lata wcześniej w Sarajewie. Pozostali zawodnicy debiutowali na igrzyskach, był to jednocześnie pierwszy w historii start Nowozelandczyków w biegach narciarskich oraz bobslejach. Najmłodszą reprezentantką Nowej Zelandii była dziewiętnastoletnia biegaczka narciarka Madonna Harris, najstarszym zaś czterdziestojednoletni bobsleista Owen Pinnell.
Nowozelandzki Komitet Olimpijski, powstały w 1911 roku i uznany przez MKOl w roku 1919, po raz pierwszy wysłał zawodników na zimowe igrzyska w 1952 roku, następnie w roku 1960, a od 1968 roku sportowcy z tego kraju regularnie uczestniczą w tych zawodach. Igrzyska w Calgary były zatem ósmym startem Nowozelandczyków – w poprzednich siedmiu występach reprezentanci tego kraju nie zdobyli żadnego medalu.
Z reprezentacją w Calgary przebywał Bruce Sandford, który był rezerwowym w zespole bobsleistów, natomiast w jej składzie zabrakło trojga olimpijczyków z 1984 roku – Christine Grant, Bruce'a Granta i Markusa Hubricha – wyeliminowanych z powodu kontuzji.

## Statystyki według dyscyplin
Spośród dwunastu dyscyplin sportowych, które Międzynarodowy Komitet Olimpijski włączył do kalendarza igrzysk, reprezentacja Nowej Zelandii wzięła udział w trzech. Najliczniejszą reprezentację kraj ten wystawił w bobslejach, gdzie wystąpiło pięciu zawodników.
| Lp      | Sport                 | Mężczyźni | Kobiety | Łącznie |
| ------- | --------------------- | --------- | ------- | ------- |
| 1       | Bobsleje              | 5         | –       | 5       |
| 2       | Narciarstwo alpejskie | 2         | 1       | 3       |
| 3       | Biegi narciarskie     | 0         | 1       | 1       |
| Łącznie | Łącznie               | 7         | 2       | 9       |

## Konkurencje

### Bobsleje
Nową Zelandię w zawodach bobslejowych reprezentowało pięciu zawodników, z których trzech wystartowało zarówno w dwójkach, jak i czwórkach, pozostali dwaj zaliczyli zaś po jednym występie.
Do rozegranych w dniach 20–21 lutego zawodów dwójek Nowozelandczycy wystawili dwie załogi. Peter Henry i Lex Peterson w trzech z czterech ślizgów uplasowali się na miejscach 20–21–22, co dało im ostatecznie 20. pozycję ex aequo z drugą osadą japońską. Natomiast Owen Pinnell i Blair Telford w żadnym ze ślizgów nie pokonali toru w czasie poniżej jednej minuty i zostali sklasyfikowani na 31. miejscu. Zwyciężyła reprezentująca ZSRR dwójka Jānis Ķipurs i Władimir Kozłow.
W rozegranej tydzień później konkurencji czwórek w nowozelandzkiej osadzie pojawił się Rhys Dacre, zabrakło natomiast Owena Pinnella. W gronie dwudziestu sześciu załóg w czterech ślizgach zajmowali miejsca 17–23, kończąc zawody na 21. pozycji, złoty medal zdobyła zaś szwajcarska załoga Ekkeharda Fassera.
Występ Nowozelandczyków został nagrodzony nieoficjalnym Pucharem Karaibów, o który rywalizowały osady spoza krajów tradycyjnie uprawiających ten sport – pozbawione śniegu oraz nieposiadające torów bobslejowych.
Mężczyźni
- Rhys Dacre
- Peter Henry
- Lex Peterson
- Owen Pinnell
- Blair Telford

| Wydarzenie | Załoga | Zawodnicy                                         | Ślizg 1. | Msc. 1. | Ślizg 2. | Msc. 2. | Ślizg 3. | Msc. 3. | Ślizg 4. | Msc. 4. | Suma    | Miejsce |
| ---------- | ------ | ------------------------------------------------- | -------- | ------- | -------- | ------- | -------- | ------- | -------- | ------- | ------- | ------- |
| Dwójki     | NZL-1  | Peter Henry Lex Peterson                          | 58.65    | 20      | 1:00.87  | 29      | 1:01.25  | 22      | 1:00.27  | 21      | 4:01.04 | 20      |
| Dwójki     | NZL-2  | Owen Pinnell Blair Telford                        | 1:00.37  | 35      | 1:00.95  | 32      | 1:01.62  | 26      | 1:01.22  | 29      | 4:04.16 | 31      |
| Czwórki    | NZL-1  | Rhys Dacre Peter Henry Lex Peterson Blair Telford | 57.98    | 23      | 58.42    | 18      | 57.30    | 17      | 58.67    | 21      | 3:52.37 | 21      |

### Narciarstwo alpejskie
W narciarstwie alpejskim Nową Zelandię na tych igrzyskach reprezentowało troje zawodników – dwóch mężczyzn i jedna kobieta. Wzięli oni udział w czterech z pięciu konkurencji, zaliczając łącznie dziesięć startów.
Jako pierwszy zaprezentował się Simon Wi Rutene 16 lutego w zjeździe zaliczanym do kombinacji. Nie ukończywszy tego przejazdu nie uczestniczył w rozegranych następnego dnia przejazdach slalomowych i nie został sklasyfikowany. Podobnie 21 lutego nie dojechał do mety supergiganta, jednak drugi reprezentant kraju, Mattias Hubrich, uplasował się w tej konkurencji ex aequo na 24. pozycji. Najsłabszy występ Nowozelandczycy zaliczyli w slalomie gigancie 25 lutego, obaj bowiem nie ukończyli zawodów – Wi Rutene w pierwszym przejeździe, Hubrich zaś nie stanął na starcie drugiego. Alpejczycy rywalizację zakończyli rozegranym 27 lutego slalomem. W nim, jako jedynej ukończonej konkurencji, Wi Rutene zanotował najlepszy wynik reprezentacji na tych igrzyskach – w dwóch przejazdach klasyfikował się odpowiednio na 29. i 17. miejscu, które dały mu łącznie siedemnastą lokatę, pięć pozycji niżej z 33. i 23. czasem przejazdów znalazł się zaś Mattias Hubrich. W zawodach, w których uczestniczyli Nowozelandczycy, triumfowali odpowiednio Hubert Strolz, Franck Piccard i dwukrotnie Alberto Tomba.
Jedyną kobietą w gronie nowozelandzkich alpejczyków była Kate Rattray, która wystartowała w trzech konkurencjach. Po raz pierwszy na stoku pojawiła się 22 lutego i w jedynym przejeździe supergiganta zanotowała 28. czas, tracąc do zwyciężczyni – Austriaczki Sigrid Wolf – blisko cztery i pół sekundy. Dwa dni później odbyły się zawody w slalomie gigancie, Rattray po pierwszym przejeździe zajmowała 34. lokatę, drugiego przejazdu jednak nie ukończyła. Podobnie jak cztery lata wcześniej nie została zatem sklasyfikowana. Swój najlepszy wynik na igrzyskach osiągnęła 26 lutego w slalomie – 31. i 21. czas przejazdów dały jej ostatecznie 21. pozycję w klasyfikacji końcowej. W tych dwóch konkurencjach triumfowała Szwajcarka Vreni Schneider.
Mężczyźni
- Mattias Hubrich
- Simon Wi Rutene

| Wydarzenie    | Zawodnik        | Zjazd 1. | Msc. 1. | Zjazd 2. | Msc. 2. | Zjazd 3. | Msc. 3. | Suma    | Miejsce |
| ------------- | --------------- | -------- | ------- | -------- | ------- | -------- | ------- | ------- | ------- |
| Kombinacja    | Simon Wi Rutene | DNF      | DNF     | —        | —       | —        | —       | –       | nkl.    |
| Supergigant   | Mattias Hubrich | 1:45,46  | —       | —        | —       | —        | —       | —       | 24.     |
| Supergigant   | Simon Wi Rutene | DNF      | DNF     | —        | —       | —        | —       | –       | nkl.    |
| Slalom gigant | Mattias Hubrich | 1:12,25  | 46.     | DNS      | DNS     | —        | —       | –       | nkl.    |
| Slalom gigant | Simon Wi Rutene | DNF      | DNF     | —        | —       | —        | —       | –       | nkl.    |
| Slalom        | Mattias Hubrich | 58,16    | 33.     | 54,08    | 23.     | —        | —       | 1:52,24 | 22.     |
| Slalom        | Simon Wi Rutene | 55,80    | 29.     | 51,58    | 17.     | —        | —       | 1:47,38 | 17.     |

Kobiety
- Kate Rattray

| Wydarzenie    | Zawodniczka  | Zjazd 1. | Msc. 1. | Zjazd 2. | Msc. 2. | Suma    | Miejsce |
| ------------- | ------------ | -------- | ------- | -------- | ------- | ------- | ------- |
| Supergigant   | Kate Rattray | 1:23,48  | —       | —        | —       | —       | 28.     |
| Slalom gigant | Kate Rattray | 1:04,10  | 34.     | DNF      | DNF     | –       | nkl.    |
| Slalom        | Kate Rattray | 56,79    | 31.     | 56,15    | 21.     | 1:52,94 | 21.     |

### Biegi narciarskie
Jedyna biegaczka w nowozelandzkiej reprezentacji – Madonna Harris – wystartowała w rozegranym po raz ostatni podczas zimowych igrzysk biegu na 20 kilometrów. Podczas pierwszego pomiaru czasu plasowała się na 28. pozycji, po czym zaczęła tracić dystans do rywalek zajmując ostatecznie 40. miejsce. Wszystkie medale w tej konkurencji zdobyły reprezentantki ZSRR.
Kobiety
- Madonna Harris

| Wydarzenie            | Zawodnik       | Czas      | Miejsce |
| --------------------- | -------------- | --------- | ------- |
| Bieg na 20 kilometrów | Madonna Harris | 1:03:09.6 | 40      |